# Cheer Up, Boys (Your Make Up Is Running)
«Cheer Up, Boys (Your Make Up Is Running)» es un sencillo de la banda Foo Fighters, lanzado como tercer sencillo de su álbum Echoes, Silence, Patience & Grace de 2007. El sencillo fue lanzado solamente como descarga digital en el Reino Unido a través de iTunes. El B-Side del single es un cover de la canción "Band on the Run" de la banda Paul McCartney & Wings, también incluido previamente en la compilación de BBC Radio 1, titulado Radio 1 Established 1967.

## Lista de canciones
1. «Cheer Up, Boys (Your Make Up Is Running)» - 3:41
2. «Band on the Run» - 5:09 (versión de Paul McCartney and Wings, 2007)